# Nicolas Fillon
Pour les articles homonymes, voir Fillon.
Nicolas Fillon (né le 14 janvier 1986 à Suresnes) est un athlète français, spécialiste du 400 mètres.
Il est entraîné par François Pépin et a été formé par Jean-Philippe Chapeleau avec qui il a fait son record. Il appartient au club Athletic Jeunes Bastia.
Après avoir été 6e sur le relais 4 × 400 m, lors des Championnats d'Europe en salle en 2009, il remporte la médaille d'argent aux Jeux méditerranéens 2009. Sa meilleure performance est de 46 s 16 réalisée lors des championnats de France à Albi le 30 juillet 2011.
Il a été champion de France espoir et junior en salle, vice-champion de France junior (Charléty 2005), et vice-champion de France élite (derrière Leslie Djhone) en 2010 à Bercy gagnant ainsi son ticket (individuel et relais) pour les championnats du monde à Doha.

## Palmarès
- Championnats de France d'athlétisme : 
  - Élite :  du 400 m en 2011 (46 s 16)

| INT A | : | 27/08/2011 (9j) - (25 ans) Daegu (KOR) - Championnats du Monde : 4x400m (Série) 7. 3'03''68                                                                  |
| INT A | : | 18/06/2011 (2j) - (25 ans) Stockholm (SWE) - Championnats d'Europe par équipes : 4x400m (Finale) 2. 3'03''33                                                 |
| INT A | : | 12/03/2010 (3j) - (24 ans) Doha (QAT) - Championnats du Monde en salle : 400m (Série) 4. 48''28 / 4x400m (Série) 5. 3'11''40                                 |
| INT A | : | 30/06/2009 (4j) - (23 ans) Pescara (ITA) - Jeux Méditerranéens : 4x400m (Finale) 2. 3'06''28                                                                 |
| INT A | : | 20/06/2009 (2j) - (23 ans) Leiria (POR) - Championnats d'Europe par équipe : 4x400m (Finale) 5. 3'05''41                                                     |
| INT A | : | 06/03/2009 (3j) - (23 ans) Turin (ITA) - Championnats d'Europe en salle : 4x400m (Finale) 6. 3'11''27                                                        |
| Jeune | : | 06/08/2005 (2j) - (19 ans) Marseille FRA - ALG - ESP - ITA - TUN juniors : 400 m - 1er finale B (4è au classement général) 49''21 / 4 x 400 m - 1er 3'12''68 |
| Jeune | : | 21/07/2005 (4j) - (19 ans) Kaunas (LTU) Championnats d'Europe juniors : 400 m - Abandon en série                                                             |
| Jeune | : | 26/02/2005 (1j) - (19 ans) Sarrebruck GER - FRA juniors en salle : 400 m - 2è 48''99                                                                         |